# Mátételke
Mátételke (serbocroata: Matević) es un pueblo húngaro del distrito de Bácsalmás en el condado de Bács-Kiskun, con una población en 2013 de 476 habitantes.
Se conoce su existencia desde mediados del siglo XVII. Hasta el siglo XVIII estaba habitado principalmente por eslavos bunjevci. Hasta 1904 era conocido como Matheovics.
Se encuentra ubicado unos 5 km al noroeste de la capital distrital Bácsalmás.